# Boksidenlöpare
Boksidenlöpare (Asaphidion curtum) är en skalbaggsart som först beskrevs av Lucas Friedrich Julius Dominikus von Heyden 1870.  Boksidenlöpare ingår i släktet Asaphidion, och familjen jordlöpare. Arten är reproducerande i Sverige.